# Neoptólemo (general)
Neoptólemo (en griego: Νεoπτόλεμος; f. 321 a. C.) fue un general macedonio de Alejandro Magno.
Según Flavio Arriano, perteneció a los Aeacidae, por lo que probablemente estuvo relacionado con la familia de los reyes del Épiro. Neoptólemo es mencionado como perteneciente a la guardia real macedonia (εταιρoι) y, en particular, se distinguió en el sitio de Gaza en 332 a. C., en donde fue el primero en escalar las murallas.
Se conoce poco sobre su participación en las posteriores campañas de Alejandro; sin embargo, parece haber ganado una reputación de hábil militar. En la división de las provincias después de la muerte de Alejandro, en 323 a. C., Neoptólemo obtuvo el gobierno de Armenia. Debido a su fama de inquieto e inestable, Pérdicas lo veía con recelo; por ello, cuando en 321 a. C. Pérdicas partió hacia Egipto, dejó a Neoptólemo bajo el mando de Eumenes de Cardia, a quien le dijo que lo vigilara en particular.
Las sospechas de Pérdicas resultaron estar bien fundadas: Neoptólemo entró inmediatamente en correspondencia con los líderes macedonios hostiles, Antípatro y Crátero, y cuando Eumenes le ordenó que se uniera con su contingente se negó a obedecer. En respuesta, Eumenes marchó en su contra, derrotó a su ejército y obligó a todas las tropas macedonias a su servicio a tomar el juramento de fidelidad a Pérdicas.
Neoptólemo logró escapar con un pequeño cuerpo de caballería y se unió a Crátero, a quien persuadió de marchar en seguida contra Eumenes, mientras este todavía estuviera celebrando su victoria y no estuviera preparado para un nuevo ataque. Su adversario no fue tomado por sorpresa y se enfrentó a sus enemigos en una batalla campal. Durante esta batalla, Neoptólemo comandó el ala izquierda, por donde se enfrentó al propio Eumenes; ambos líderes, que eran acérrimos enemigos personales, se buscaron el uno al otro durante la batalla y entablaron combate entre sí. Tras una lucha desesperada, Neoptólemo fue muerto por Eumenes.